# آيت سكنوني (آيت سنان)
آيت سكنوني هو دُوَّار يقع بجماعة تودغة العليا، إقليم تنغير، جهة درعة تافيلالت في المملكة المغربية. ينتمي الدوّار لمشيخة آيت سنان التي تضم 9 دواوير. يقدر عدد سكانه بـ 805 نسمة حسب الإحصاء الرسمي للسكان والسكنى لسنة 2004.

## وصلات خارجية
- البوابة الوطنية للجماعات الترابية
- المندوبية السامية للتخطيط